# Lobodontus
Lobodontus is een geslacht van kevers uit de familie van de loopkevers (Carabidae). De wetenschappelijke naam van het geslacht is voor het eerst geldig gepubliceerd in 1842 door Chaudoir.

## Soorten
Het geslacht Lobodontus omvat de volgende soorten:
- Lobodontus ater Britton, 1937
- Lobodontus compressus (Murray, 1857)
- Lobodontus conjunctus Barker, 1919
- Lobodontus metallicus Burgeon, 1937
- Lobodontus murrayi Britton, 1937
- Lobodontus puncticollis Facchini, 2012
- Lobodontus taeniatus Basilewsky, 1970
- Lobodontus tanzaniensis Facchini, 2012
- Lobodontus trimaculatus Chaudoir, 1848
- Lobodontus trisignatus Buquet, 1835
- Lobodontus uninotatus Burgeon, 1937